# 卡内维诺
卡内维诺（義大利語：Canevino），曾是意大利帕维亚省的一个市镇。总面积4.74平方公里，人口116人，人口密度24.5人/平方公里（2009年）。国家统计（ISTAT）代码为018028。
2019年1月1日，卡内维诺、鲁伊诺和瓦尔韦尔德三个市镇合并为新的科利韦尔迪市镇。